# Serafino Germinario
Serafino Germinario (all'anagrafe Leonardo Germinario) (Santeramo in Colle, 30 dicembre 1870 – Santeramo in Colle, 10 settembre 1953) è stato un religioso italiano.
Frate cappuccino pugliese profondamente impegnato nei primi decenni del XX secolo, in modo particolare nella vicenda del Partito Popolare Italiano (1919).

## Biografia
Nato a Santeramo in Colle (Ba), tra il 1887 e il 1900 sviluppò la sua formazione umana e sacerdotale nelle Marche. Questa regione, a quell'epoca, era la terra di Romolo Murri e di Cesare Algranati detto Rocca d'Adria. Nella primavera del 1900 tornò nella sua terra natale dove poi svolse la sua opera di predicatore, intellettuale, formatore, promotore di cooperative.
Il 1924, a causa di una disposizione di sorveglianza emanata dal Governo Mussolini, rappresentò il momento della scomparsa di padre Serafino Germinario dalla scena politica.